# Ctenophorus cristatus
Ctenophorus cristatus är en ödleart som beskrevs av  Gray 1841. Ctenophorus cristatus ingår i släktet Ctenophorus och familjen agamer. Inga underarter finns listade i Catalogue of Life.